# Scytodes mawphlongensis
Espèce
Scytodes mawphlongensis est une espèce d'araignées aranéomorphes de la famille des Scytodidae.

## Distribution
Cette espèce se rencontre en Inde, au Népal et en Thaïlande.

## Étymologie
Son nom d'espèce, composé de mawphlong et du suffixe latin -ensis, « qui vit dans, qui habite », lui a été donné en référence au lieu de sa découverte, Mawphlang.

## Publication originale
- Tikader, 1966 : A new species of spider of the genus Scytodes (family Scytodidae) from India. Current Science, vol. 35, p. 627-628.